# フリードリヒ・レインホルト・クロイツヴァルト

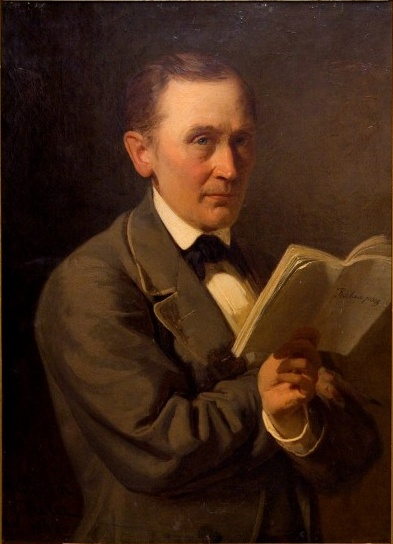
フリードリヒ・レインホルト・クロイツヴァルト

フリードリヒ・レインホルト・クロイツヴァルト（Friedrich Reinhold Kreutzwald,  1803年12月26日 ロシア帝国エストラント県ヴィールラント地方、ザンクト・カタリーネン近郊 イェンパー Jömper（現ヤエペレ Jõepere）- 1882年8月25日 ドルパット(現タルトゥ)）は、帝政ロシア時代のエストニアの作家・医師。
エストニア学識者協会の指導的人物であったドルパット大学のエストニア語教授フリードリヒ・フェールマン(Friedrich Robert Faehlmann 1798-1850)の構想による叙事詩「カレヴィポエク Kalevipoeg」を、1857～67年間に完成させた。これは国民的叙事詩として、エストニア人の民族文化に大きな貢献をし、民族意識の高揚に強い影響を与えた。